# Diaphania beckeri
Diaphania beckeri is een vlinder uit de familie van de grasmotten (Crambidae), uit de onderfamilie van de Spilomelinae. De wetenschappelijke naam van deze soort is voor het eerst voorgesteld door Jose Alejandro Clavijo Albertos en Eugene Gordon Munroe in een publicatie uit 1996.

## Verspreiding
Deze soort komt voor in Midden- en Zuid-Amerika.